# Bombus kashmirensis
Bombus kashmirensis es una especie de abejorro del género Bombus.
Se encuentra en zonas árticas y alpinas, preferentemente en los bordes de los bosques y zonas abiertas como prados y praderas.

## Descripción e identificación
Es muy reconocible, ya que cuenta con un patrón bastante llamativo y extremo. Su patrón se divide en cinco variaciones de color, blanco, negro, amarillo y rojo. La cabeza siempre es negra. Bajo las alas cuenta con una característica mancha amarilla y finalmente al final de su abdomen resalta sobre el blanco una serie de pelos rojos que son uno de los rasgos por lo que más se reconoce esta especie.
Varios taxones de esta especie han sido tratados como especies separadas, sin embargo aparte de las diferencias de color eran parecidos genéticamente por lo que han sido tratados como una especie variable.  Tkalcu consideró por primera vez a las especies B. kashmirensis y B. stramineus como conespecíficos.